# Bromus
Bromus L., 1753 è un genere di piante angiosperme monocotiledoni appartenente alla famiglia Poaceae (o Gramineae, nom. cons.). È l'unico genere della tribù Bromeae Dumort., 1824.

## Etimologia
Il nome del genere deriva dalla lingua greca ed è un nome antico per l'avena. Il nome scientifico del genere è stato definito da Linneo (1707 – 1778), biologo svedese considerato il padre della moderna classificazione scientifica degli organismi viventi, nella pubblicazione Species Plantarum (Sp. Pl. - 1: 76 - 78) del 1753. Il nome scientifico della tribù è stato definito dal botanico, naturalista e politico belga Barthélemy Charles Joseph Dumortier (1797 – 1878) nella pubblicazione Observations sur les Graminees de la Flore Belgique 83. 1824 del 1824.

## Descrizione

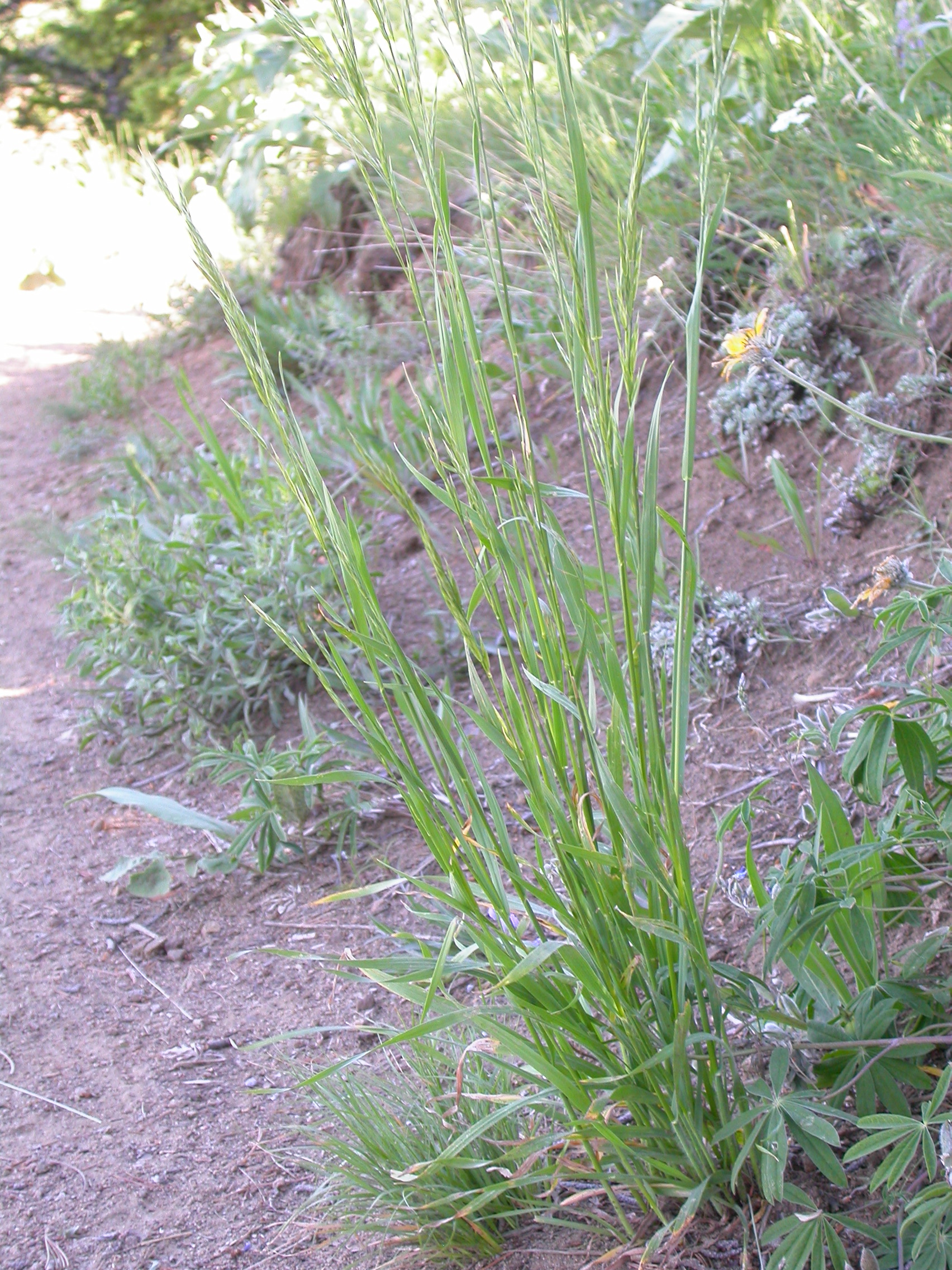
Il portamento
Bromus carinatus

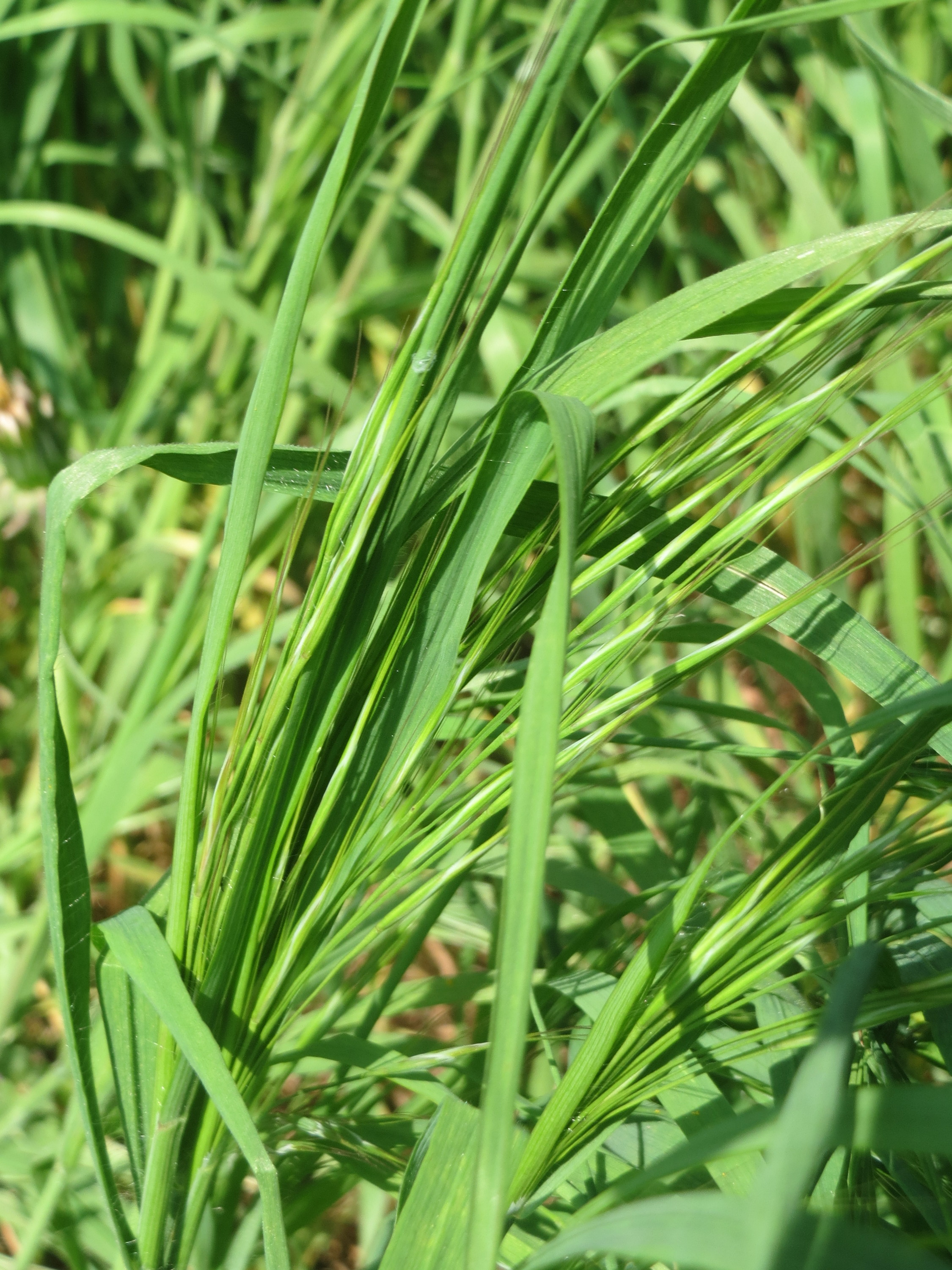
Le foglie
Bromus sterilis

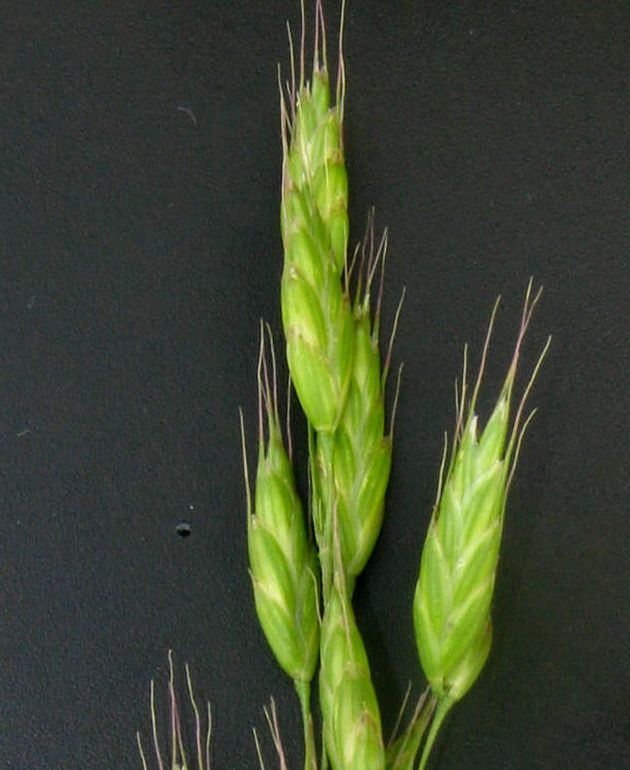
Infiorescenza
Bromus arvensis

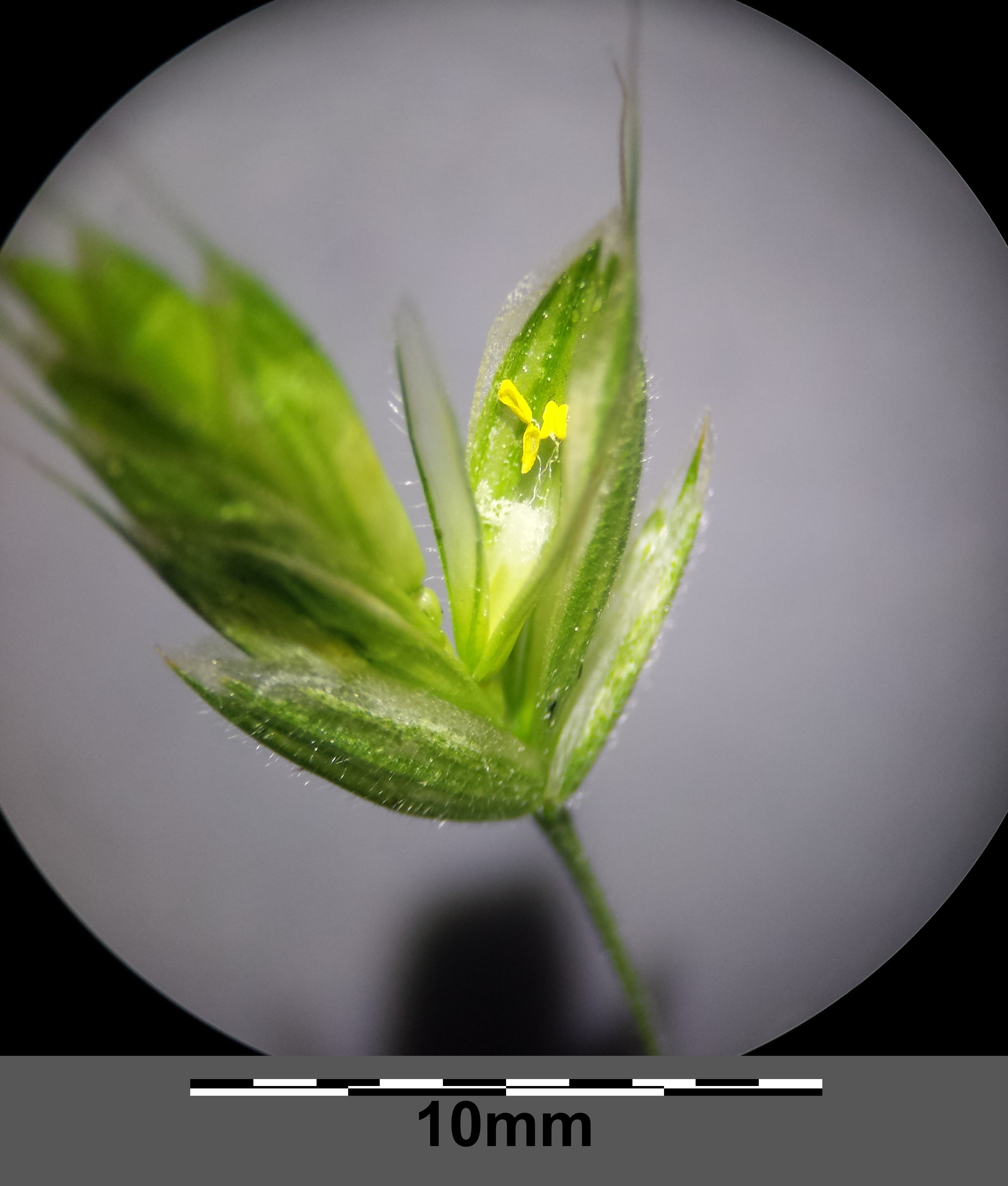
I fiori
Bromus hordeaceus

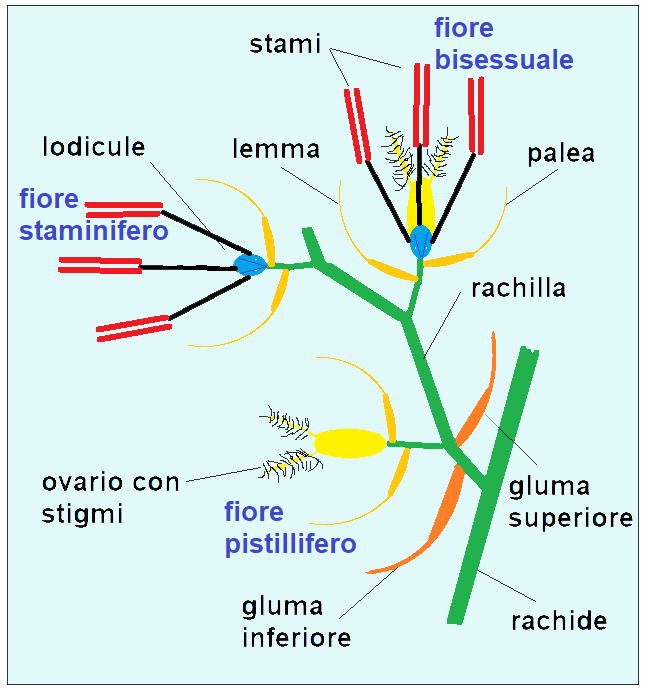
Spighetta generica con tre fiori diversi

L'altezza massima per queste piante è il metro. La forma biologica delle specie di questo genere è prevalentemente terofita scaposa (T scap), ossia in generale sono piante erbacee che differiscono dalle altre forme biologiche poiché, essendo annuali, superano la stagione avversa sotto forma di seme e sono munite di asse fiorale eretto e spesso privo di foglie. Per le specie perenni la forma biologica è emicriptofita cespitosa (H caesp), sono piante erbacee con gemme svernanti al livello del suolo e protette dalla lettiera o dalla neve e presentano ciuffi fitti di foglie che si dipartono dal suolo.

### Radici
Le radici sono per lo più fascicolate; a volte sono secondarie da rizoma.

### Fusto
I culmi sono cavi a sezione più o meno rotonda e sottile; il portamento in genere è eretto (o lievemente ricurvo).

### Foglie
Le foglie lungo il culmo sono disposte in modo alterno, sono distiche e si originano dai vari nodi. Sono composte da una guaina, una ligula e una lamina. Le venature sono parallelinervie. Non sono presenti gli pseudopiccioli e, nell'epidermide delle foglie, le papille.
- Guaina: la guaina è abbracciante il fusto e priva di auricole (o raramente auricolate); i margini della guaina a volte sono fusi (connati).
- Ligula: la ligula è membranosa e a volte cigliata.
- Lamina: la lamina ha delle forme generalmente lineari e piatte.

### Infiorescenza
Infiorescenza principale (sinfiorescenza o semplicemente spiga): le infiorescenze, ascellari e terminali, in genere sono ramificate (oppure no) e sono formate da alcune spighette aristate ed hanno la forma di una pannocchia aperta o contratta. La fillotassi dell'inflorescenza inizialmente è a due livelli, anche se le successive ramificazioni la fanno apparire a spirale.

### Spighetta
Infiorescenza secondaria (o spighetta): le spighette, compresse lateralmente, sottese da due brattee distiche e strettamente sovrapposte chiamate glume (inferiore e superiore), sono formate da 3 a 30 fiori in configurazione tirsoide. Possono essere presenti dei fiori sterili; in questo caso sono in posizione distale rispetto a quelli fertili. Alla base di ogni fiore sono presenti due brattee: la palea e il lemma. La disarticolazione avviene con la rottura della rachilla tra i fiori o sopra le glume. 
- Glume: le glume hanno gli apici acuminati o mucronati; sono subuguali e più corte delle spighette; sono carenate; la superficie è percorsa longitudinalmente da 5-9 venature.
- Palea: la palea è un profillo con alcune venature; può essere cigliata.
- Lemma: l'apice del lemma varia da intero a bidentato; può essere presente una insenatura appena sotto l'apice; le venature sono convergenti distalmente.

### Fiori
I fiori fertili sono attinomorfi formati da 3 verticilli: perianzio ridotto, androceo e gineceo.
- Formula fiorale:

*, P 2, A (1-)3(-6), G (2–3) supero, cariosside.
- Il perianzio è ridotto e formato da due lodicule, delle squame traslucide, poco visibili (forse relitto di un verticillo di 3 sepali). Le lodicule sono membranose e non vascolarizzate.

- L'androceo è composto da 3 stami ognuno con un breve filamento libero, una antera sagittata e due teche. Le antere sono basifisse con deiscenza laterale. Il polline è monoporato.

- Il gineceo è composto da 3-(2) carpelli connati formanti un ovario supero. L'ovario, pubescente all'apice, ha un solo loculo con un solo ovulo subapicale (o quasi basale). L'ovulo è anfitropo e semianatropo e tenuinucellato o crassinucellato. Lo stilo, che si origina dal lato abassiale dell'ovario, è breve con due stigmi papillosi e distinti.

### Frutti
I frutti sono del tipo cariosside, ossia sono dei piccoli chicchi indeiscenti, con forme ovoidali, nei quali il pericarpo è formato da una sottile parete che circonda il singolo seme. In particolare il pericarpo è fuso al seme ed è aderente. L'endocarpo non è indurito e l'ilo è lungo e lineare. L'embrione è piccolo e provvisto di epiblasto ha un solo cotiledone altamente modificato (scutello senza fessura) in posizione laterale. I margini embrionali della foglia non si sovrappongono.

## Biologia
Come gran parte delle Poaceae, le specie di questo genere si riproducono per impollinazione anemogama. Gli stigmi più o meno piumosi sono una caratteristica importante per catturare meglio il polline aereo.
La dispersione dei semi avviene inizialmente a opera del vento (dispersione anemocora) e una volta giunti a terra grazie all'azione di insetti come le formiche (mirmecoria). In particolare i frutti di queste erbe possono sopravvivere al passaggio attraverso le budella dei mammiferi e possono essere trovati a germogliare nello sterco.

## Distribuzione e habitat
La distribuzione delle specie del genere Bromus è relativa alle regioni temperate di tutto il mondo.

### Specie della zona alpina
Delle circa due dozzine di specie presenti nella flora spontanea italiana, la maggior parte vivono sull'arco alpino. La tabella seguente mette in evidenza alcuni dati relativi all'habitat, al substrato e alla distribuzione delle specie alpine.
| Specie | Comunità vegetali | Piani vegetazionali         | Substrato  | pH     | Livello trofico | H2O   | Ambiente                | Zona alpina                              |
| --- | ----------------- | --------------------------- | ---------- | ------ | --------------- | ----- | ----------------------- | ---------------------------------------- |
| B. arvensis | 2                 | montano collinare           | Ca - Si    | neutro | medio           | secco | B1 B2                   | tutto l'arco alpino                      |
| B. benekenii | 14                | montano collinare           | Ca - Si    | neutro | medio           | medio | B6 F7 I2                | tutto l'arco alpino                      |
| B. carinatus | 2                 | collinare                   | Ca - Si    | neutro | medio           | secco | B2                      | VR BZ TN                                 |
| B. catharticus | 2                 | collinare                   | Ca - Si    | neutro | alto            | secco | B1 F3                   | centrale e orientale                     |
| B. commutatus | 11                | montano collinare           | Ca - Si    | neutro | medio           | secco | B1 B2 B5 F3             | tutto l'arco alpino ma con discontinuità |
| B. diandrus | 2                 | collinare                   | Ca - Si    | neutro | medio           | arido | B1 B2 F2                | CN VC NO BS TN VR                        |
| B. erectus | 9                 | subalpino montano collinare | Ca - Si    | basico | basso           | secco | F2                      | tutto l'arco alpino                      |
| B. grossus | 2                 | montano collinare           | Ca - Si    | basico | medio           | secco |                         | BG BS                                    |
| B. hordeaceus | 2                 | montano collinare           | Ca - Si    | basico | alto            | medio | B2 F3                   | tutto l'arco alpino                      |
| B. inermis | 5                 | montano collinare           | Ca - Si    | basico | medio           | secco | B2                      | tutto l'arco alpino                      |
| B. japonicus | 2                 | collinare                   | Ca - Si    | neutro | medio           | secco | B1 B2                   | tutto l'arco alpino ma con discontinuità |
| B. lanceolatus | 2                 | collinare                   | Ca - Si    | basico | medio           | arido | B1 B2                   | Liguria (?)                              |
| B. lepidus | 2                 | collinare                   | Ca - Si    | neutro | alto            | secco | B1 B2                   | BZ                                       |
| B. madritensis | 2                 | collinare                   | Ca - Si    | neutro | medio           | arido | B1 B2 B4                | tutto l'arco alpino (centro escluso)     |
| B. pannonicus | 9                 | subalpino montano collinare | Ca         | basico | basso           | secco | F2                      | Friuli Venezia-Giulia (?)                |
| B. racemosus | 11                | montano collinare           | Ca/Si - Si | neutro | medio           | umido | F3                      | tutto l'arco alpino                      |
| B. ramosus | 11                | montano collinare           | Ca - Si    | neutro | medio           | medio | B3 B6 I2                | tutto l'arco alpino ma con discontinuità |
| B. rigidus | 2                 | collinare                   | Ca - Si    | neutro | medio           | arido | B1 B2                   | NO SO BG BS                              |
| B. rubens | 4                 | collinare                   | Ca - Ca/Si | basico | medio           | arido | B1 B2 F1                | Liguria (?)                              |
| B. secalinus | 2                 | montano collinare           | Ca/Si - Si | acido  | medio           | secco | B1 B2                   | tutto l'arco alpino ma con discontinuità |
| B. squarrosus | 2                 | montano collinare           | Ca - Si    | neutro | alto            | secco | B2                      | tutto l'arco alpino ma con discontinuità |
| B. sterilis | 2                 | collinare                   | Ca - Si    | neutro | alto            | secco | B1 B2 B4 B5 B8 F7 G4 I5 | NO SO BG BS                              |
| B. tectorum | 2                 | montano collinare           | Ca - Si    | neutro | alto            | arido | B2                      | tutto l'arco alpino ma con discontinuità |
| Legenda e note alla tabella. Substrato: con “Ca/Si” si intendono rocce di carattere intermedio (calcari silicei e simili). Zona alpina: vengono prese in considerazione solo le zone alpine del territorio italiano (sono indicate le sigle delle province). Comunità vegetali: 2 = comunità terofitiche pioniere nitrofile; 4 = comunità pioniere a terofite e succulente; 5 = comunità perenni nitrofile; 9 = comunità a emicriptofite e camefite delle praterie rase magre secche; 11 = comunità delle macro- e megaforbie terrestri; 14 = comunità forestali. Ambienti: B1 = campi, colture e incolti; B2 = ambienti ruderali, scarpate; B3 = siepi e margini dei boschi; B4 = riposi del bestiame; B5 = rive, vicinanze corsi d'acqua; B6 = tagli rasi forestali, schiarite, strade forestali; B8 = frutteti e piantagioni di castagni; F1 = praterie rase xerofile mediterranee; F2 = praterie rase, prati e pascoli dal piano collinare al subalpino; F3 = prati e pascoli mesofili e igrofili; F7 = margini erbacei dei boschi; G4 = arbusteti e margini dei boschi; I2 = boschi di latifoglie; I5 = rimboschimenti e boschi secondari. |                   |                             |            |        |                 |       |                         |                                          |

## Tassonomia
La famiglia delle Poacee comprende circa 800 generi e oltre 9.000 specie. È una delle famiglie più numerose e più importanti del gruppo delle monocotiledoni. La famiglia è suddivisa in 12 sottofamiglie, il genere Bromus fa parte della sottofamiglia Pooideae.

### Specie
Il genere comprende 159 specie.
Alcune specie

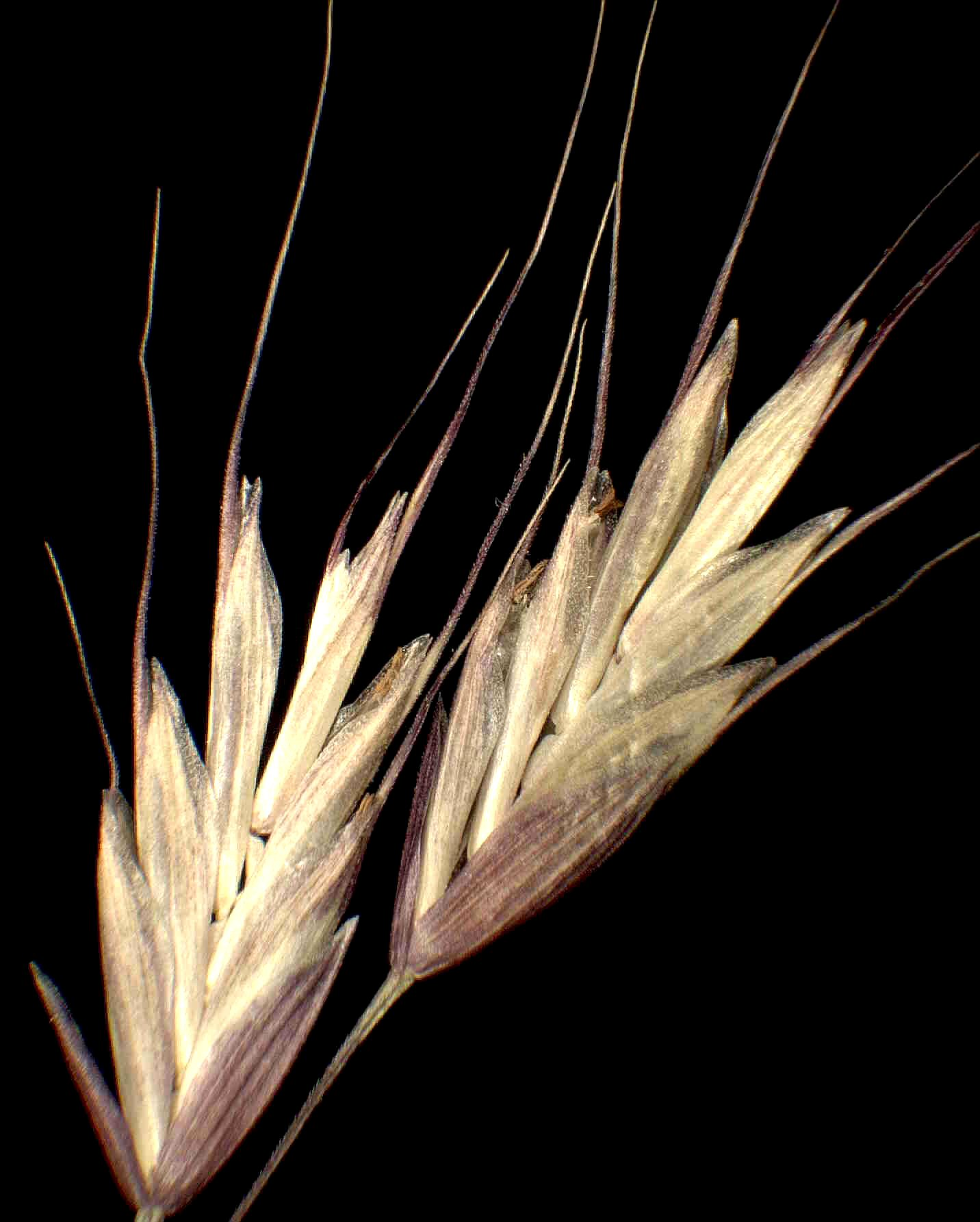
Bromus arvensis
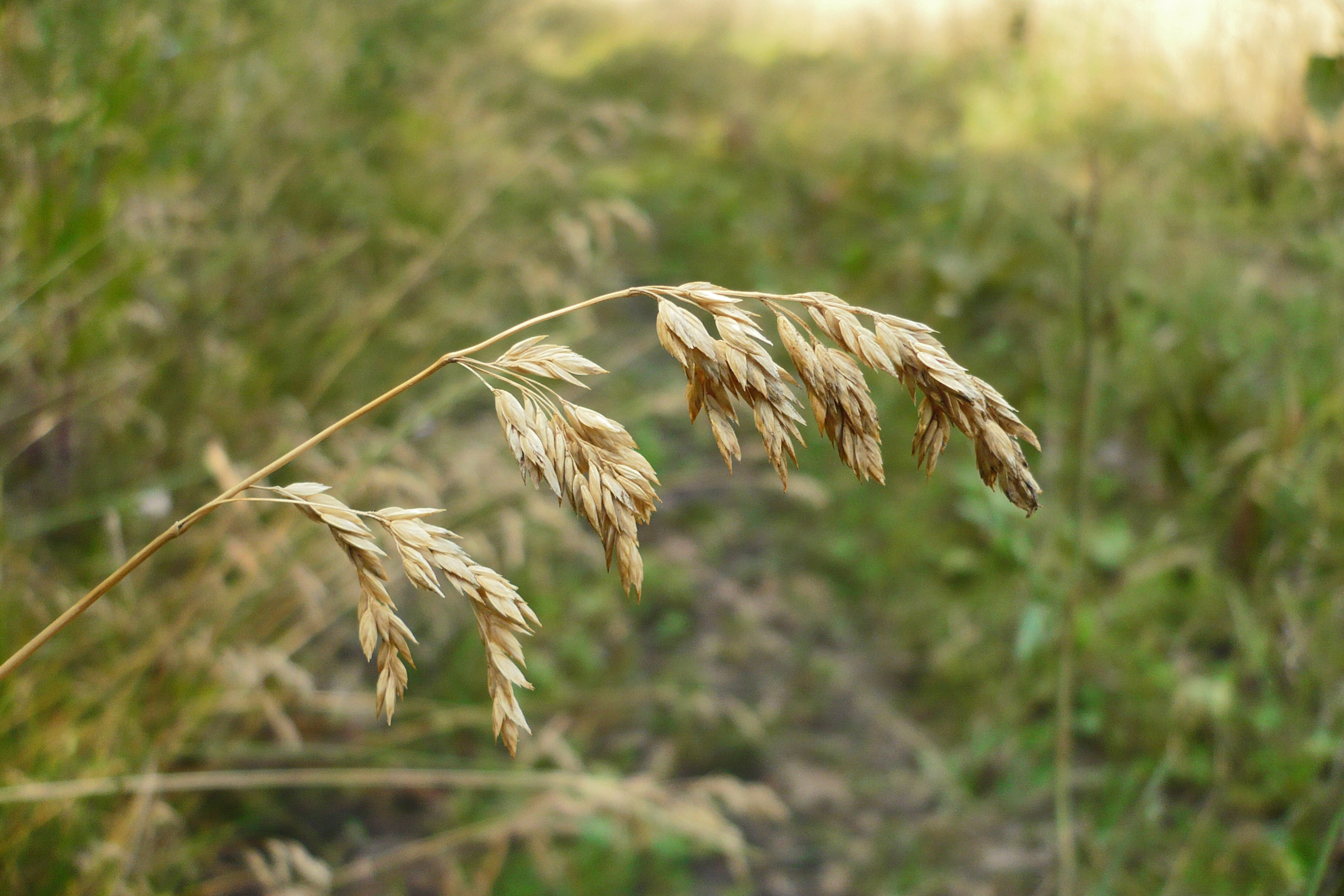
Bromus benekenii
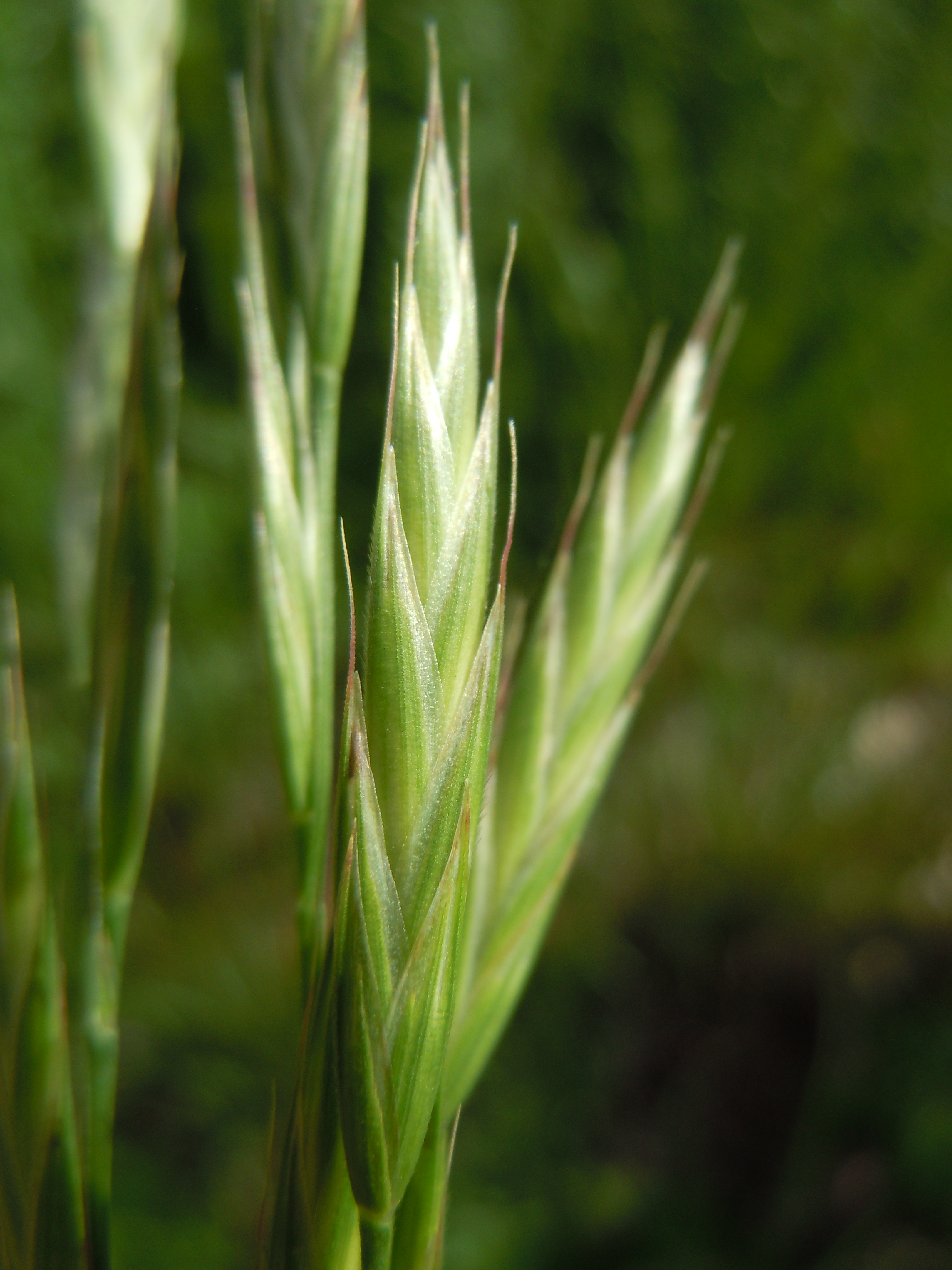
Bromus carinatus
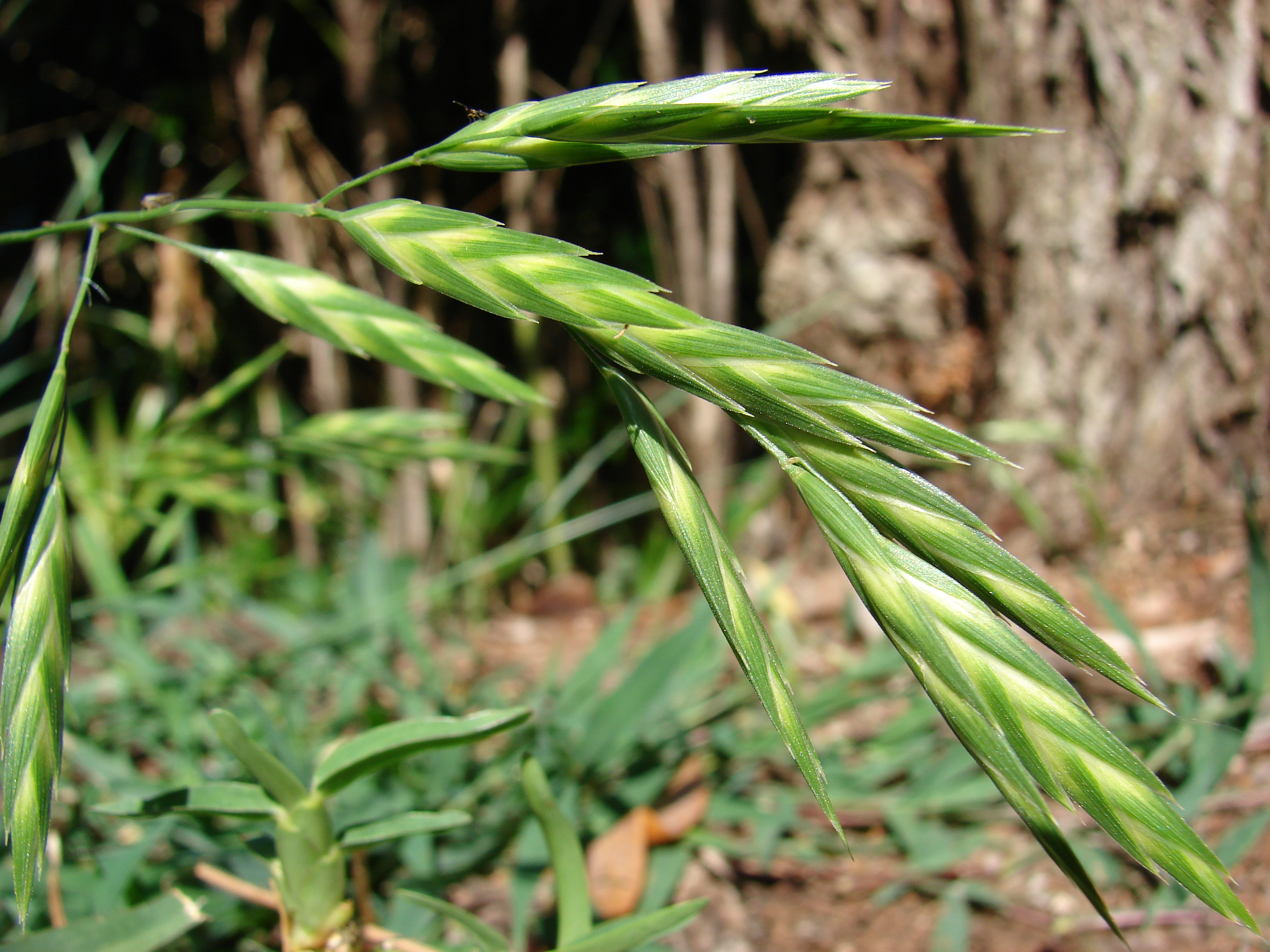
Bromus catharticus
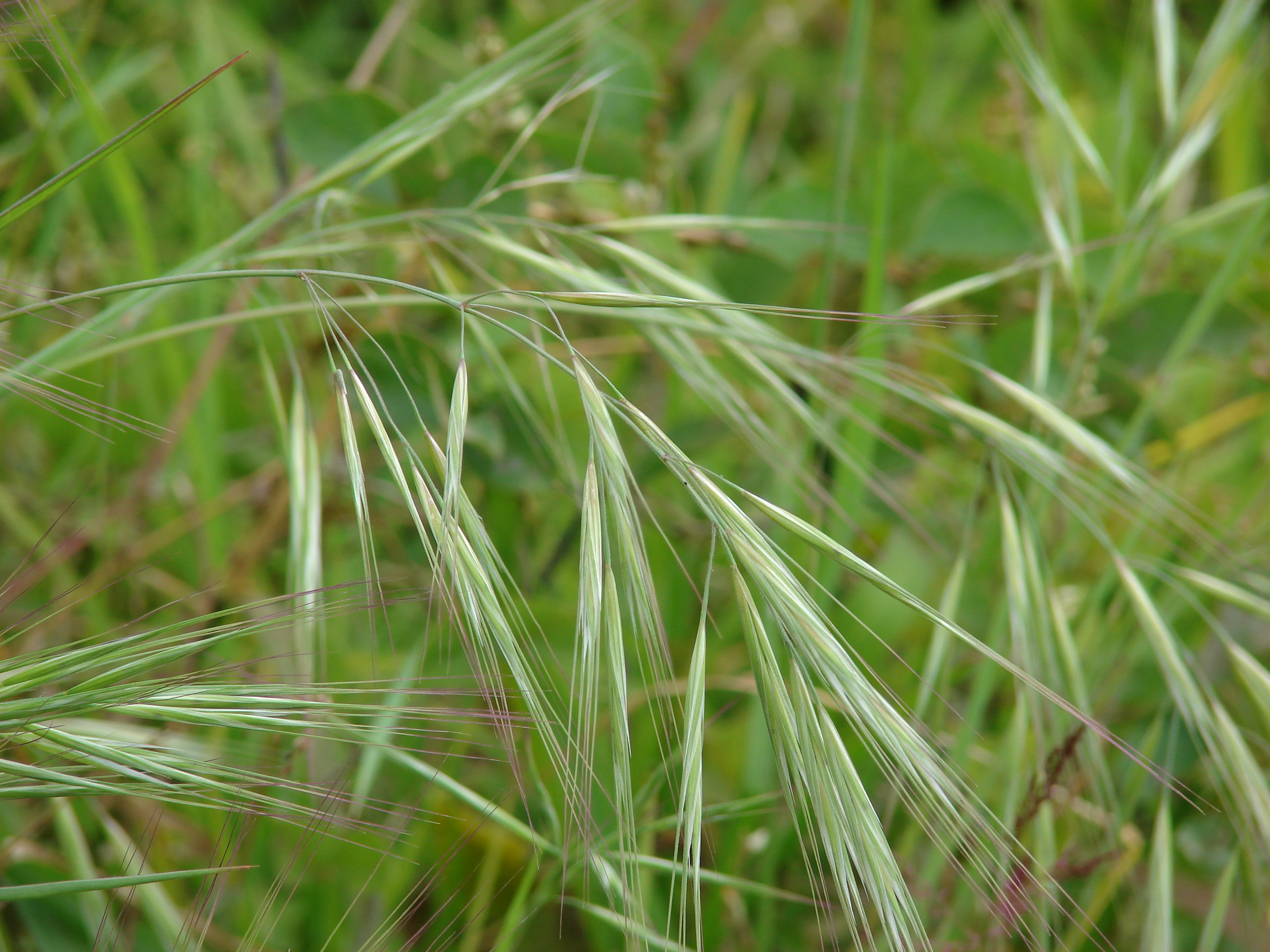
Bromus diandrus
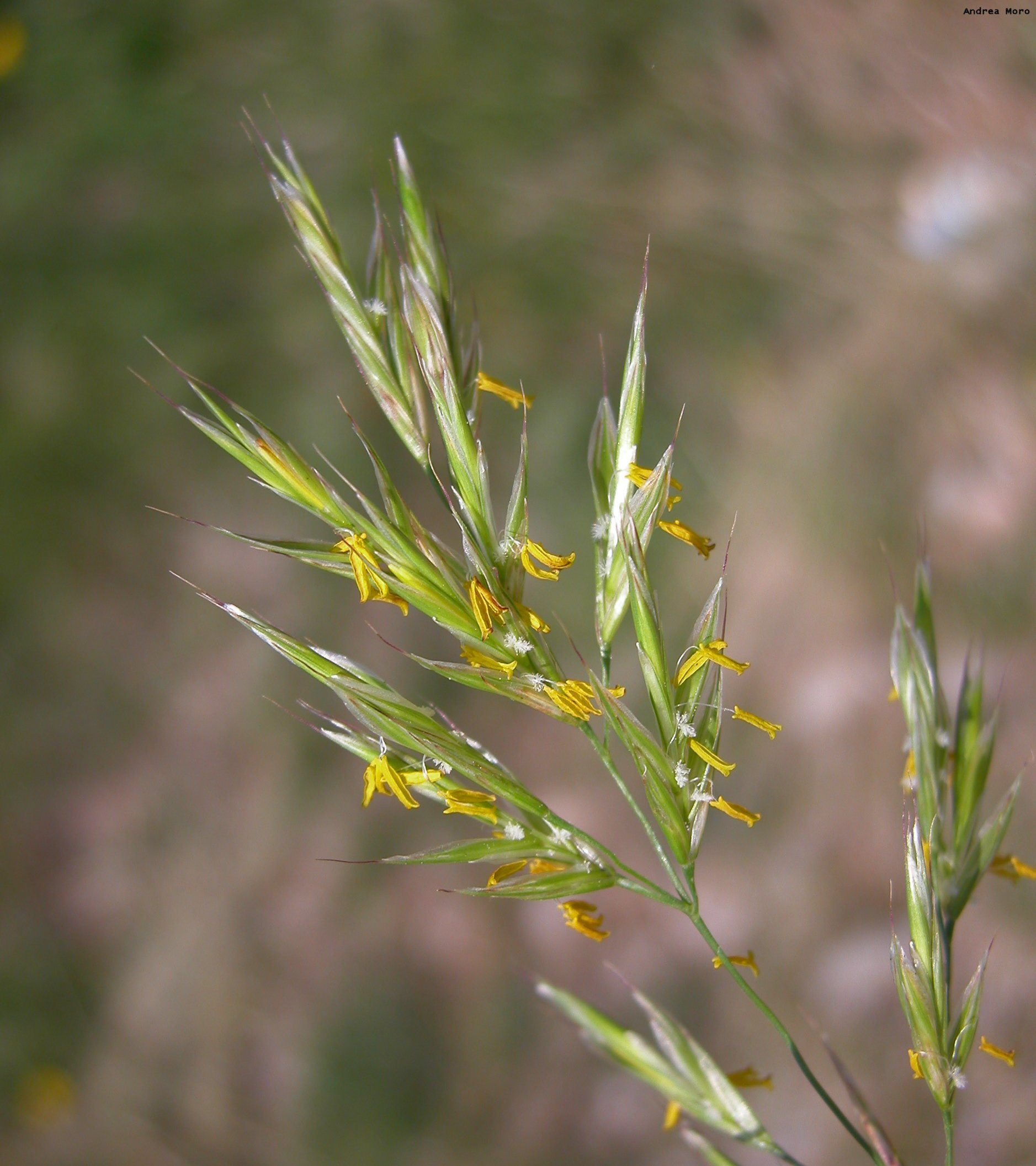
Bromus erectus
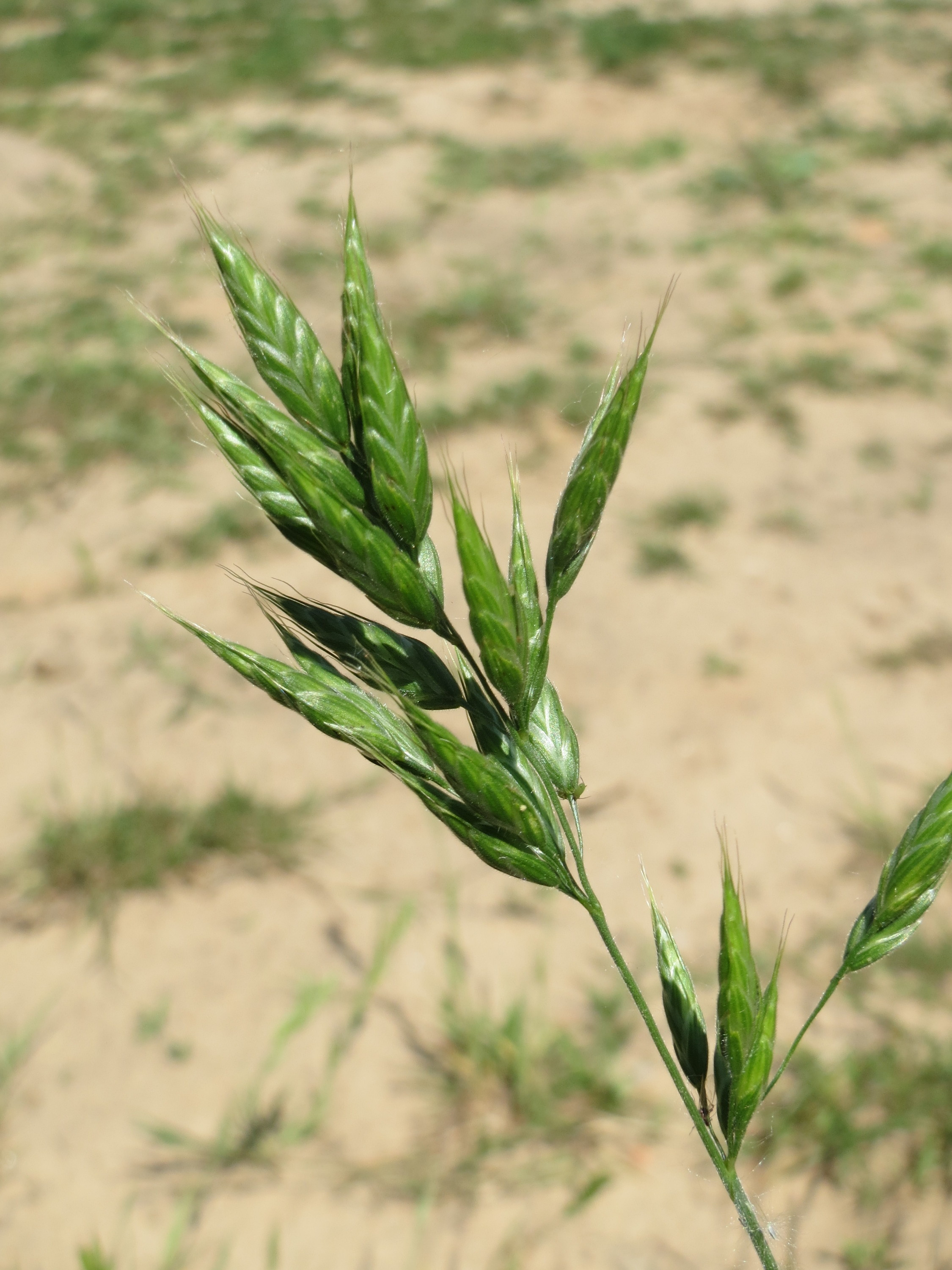
Bromus hordeaceus
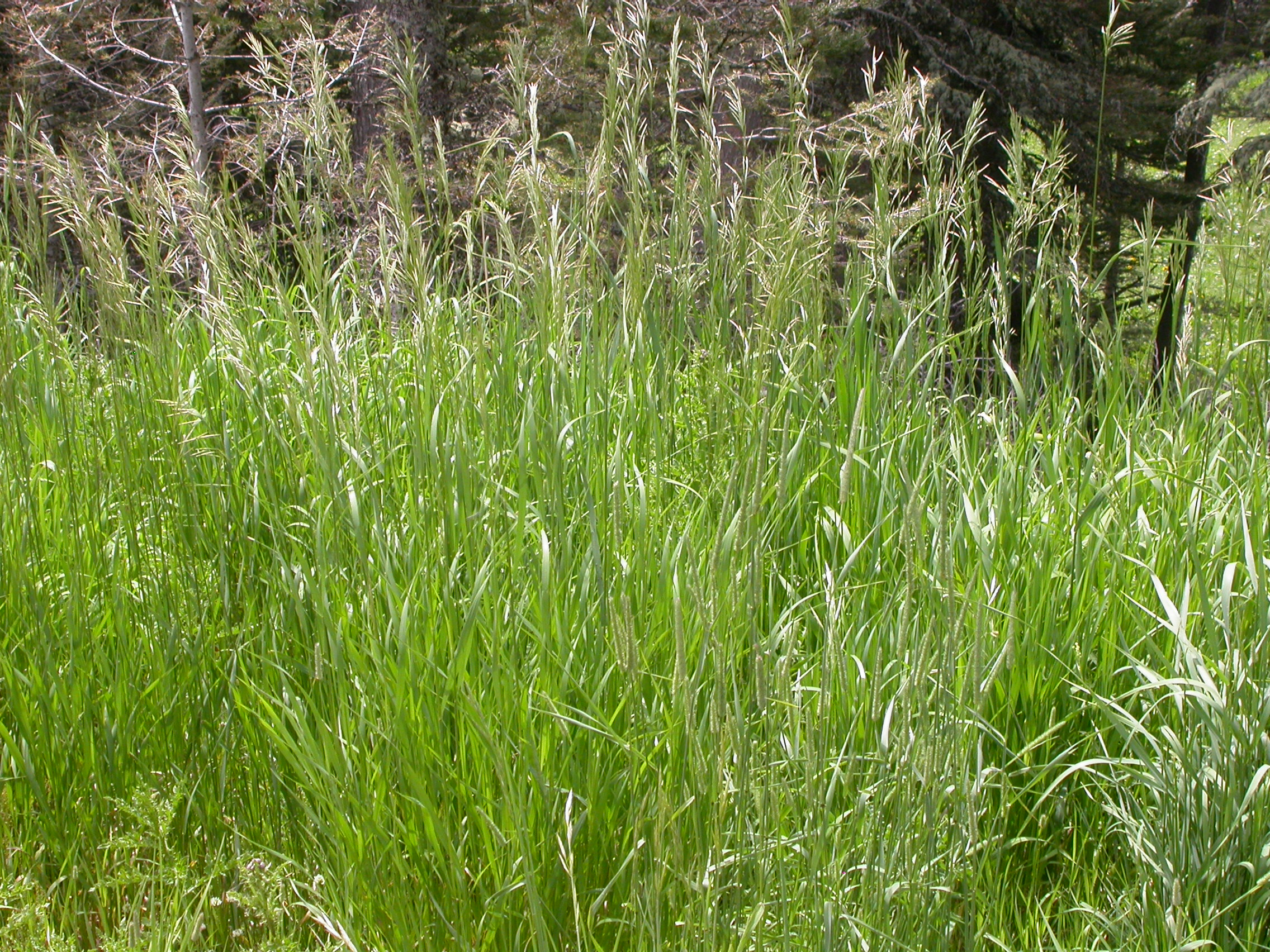
Bromus inermis
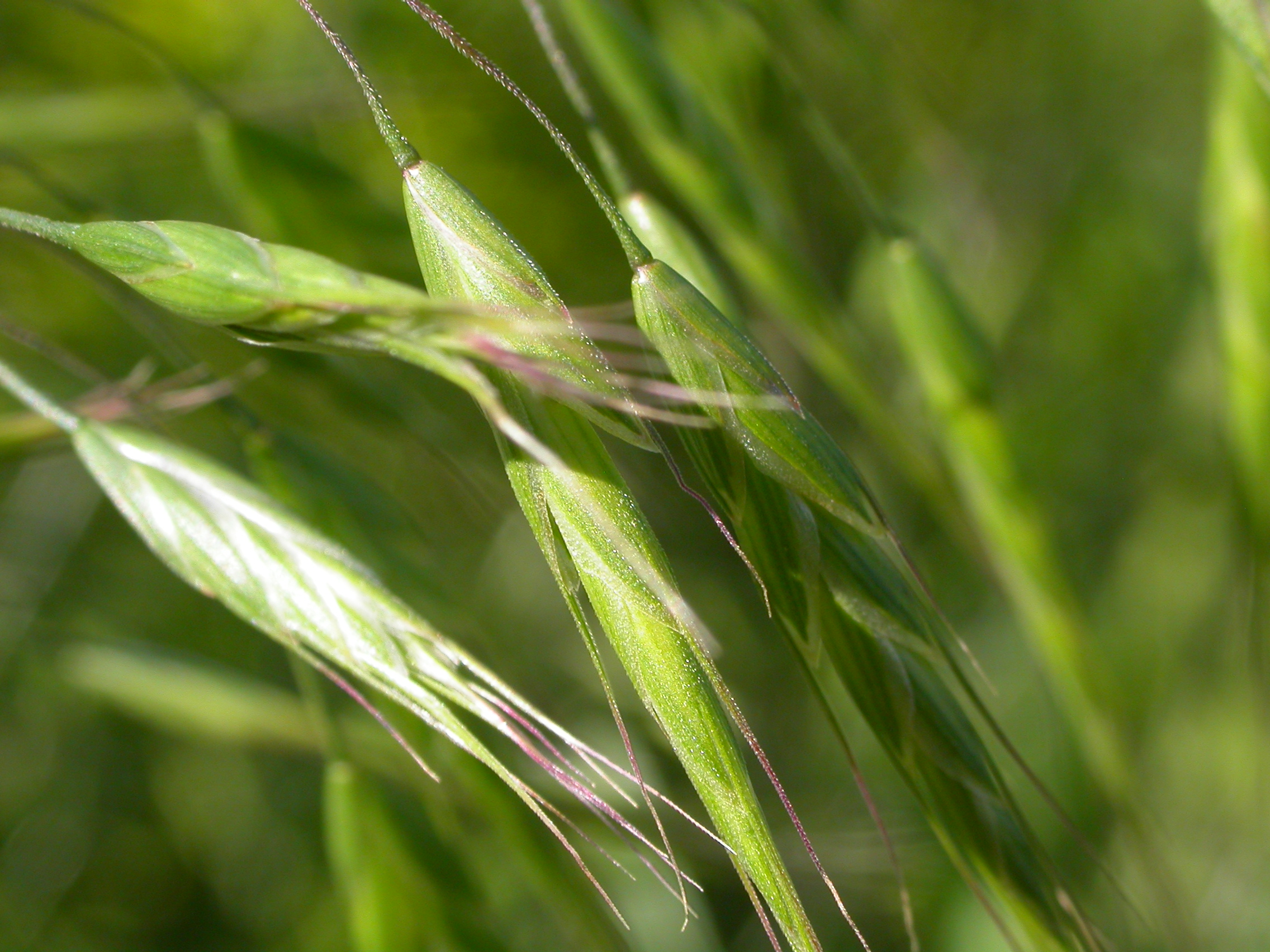
Bromus japonicus
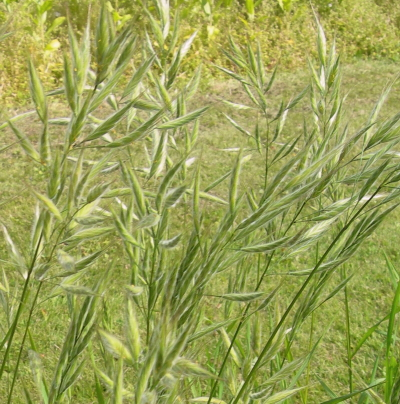
Bromus lanceolatus
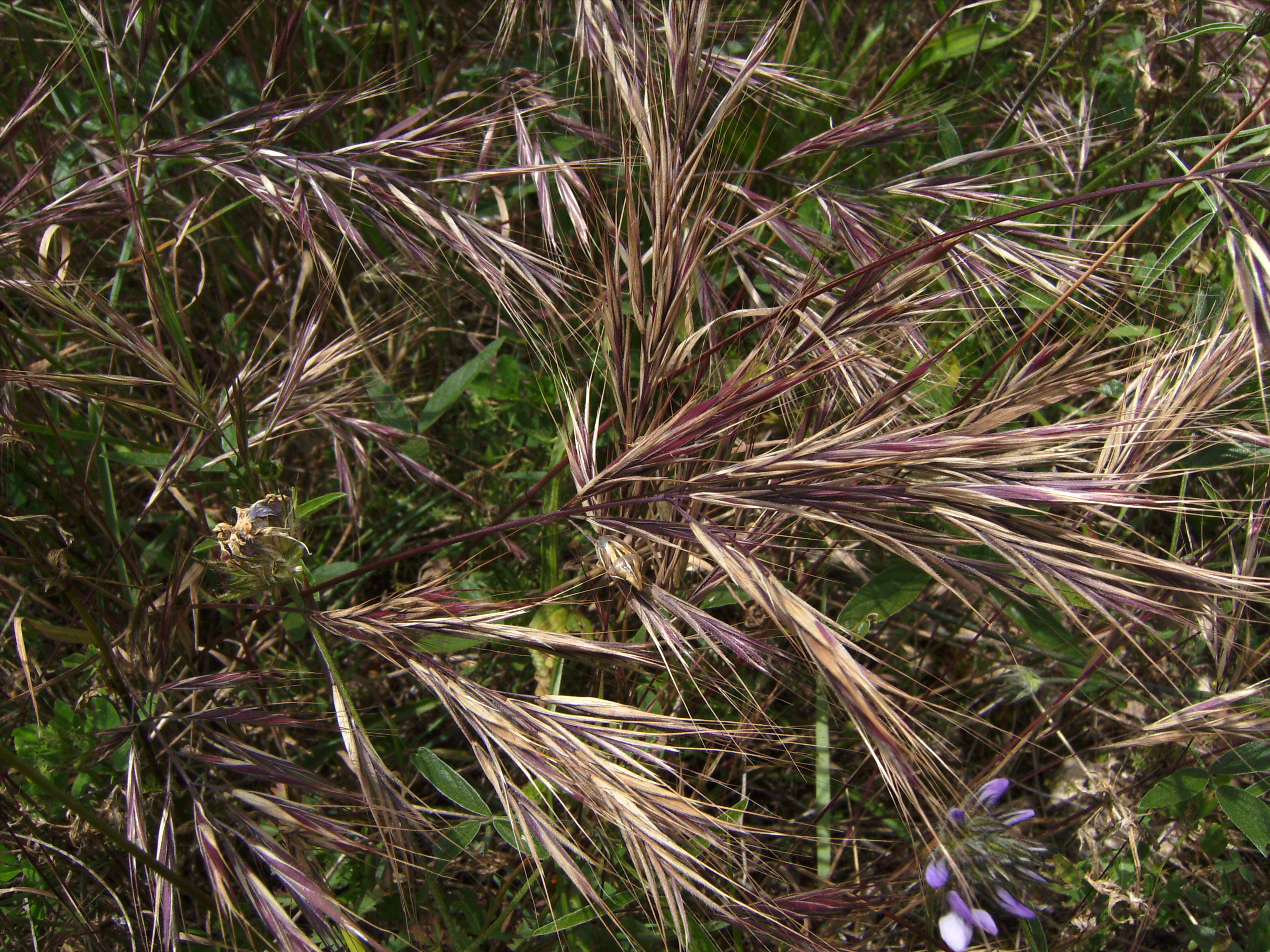
Bromus madritensis
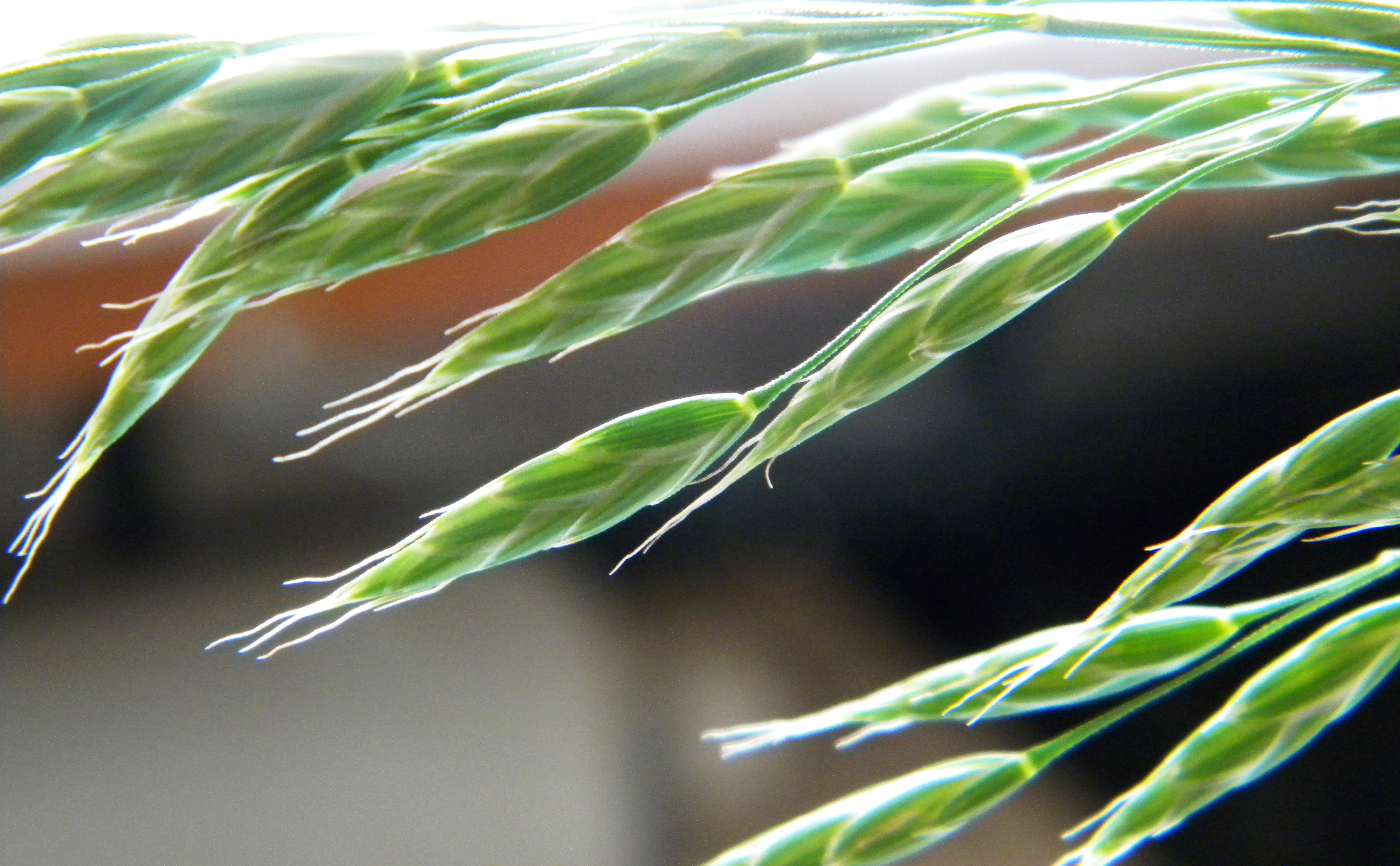
Bromus racemosus
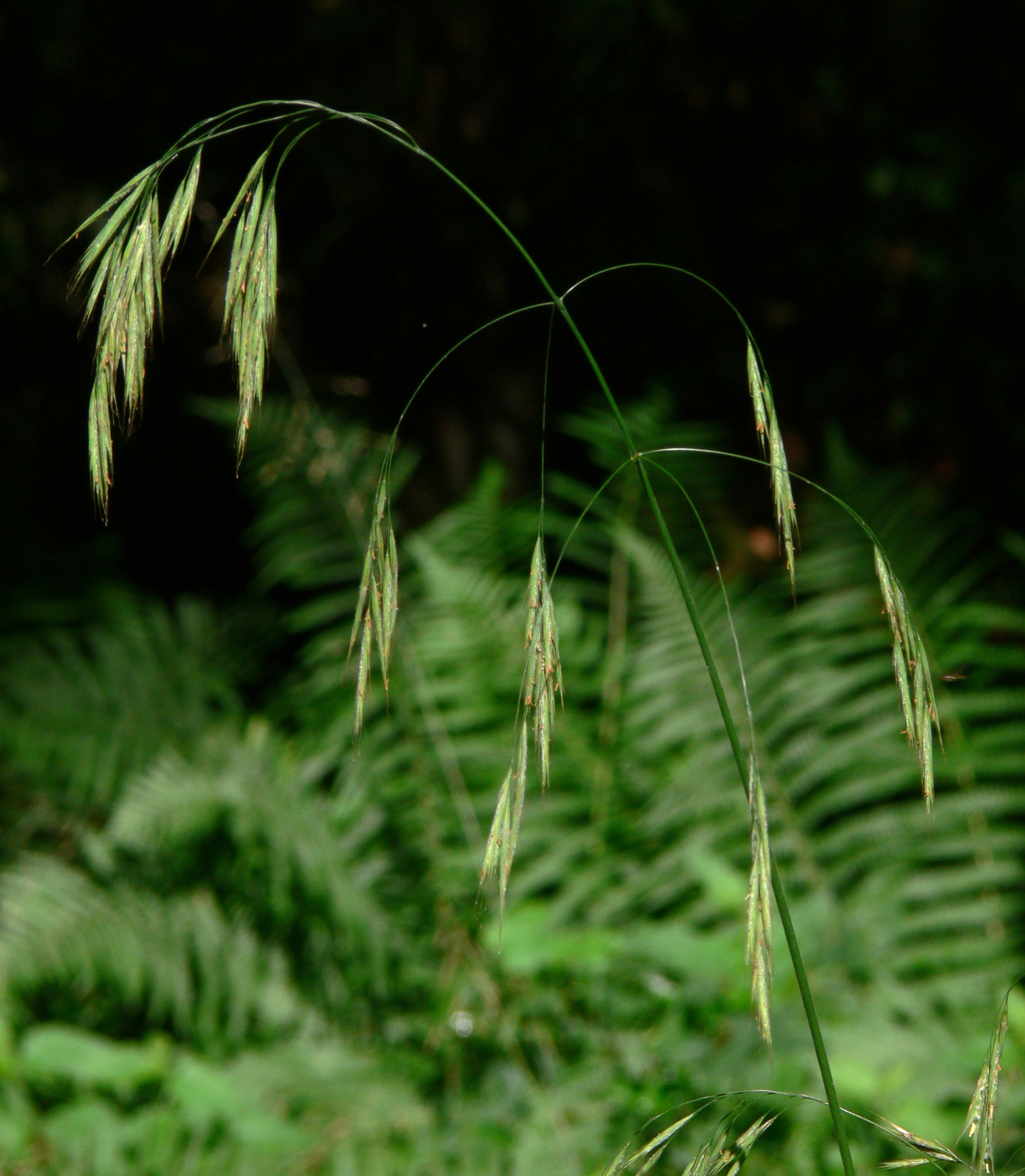
Bromus ramosus
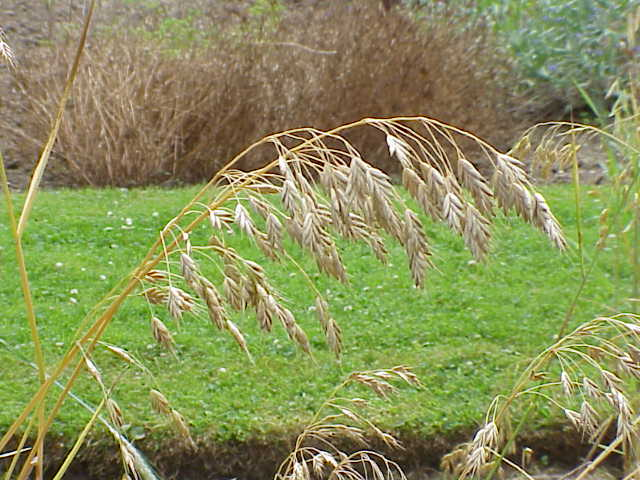
Bromus secalinus
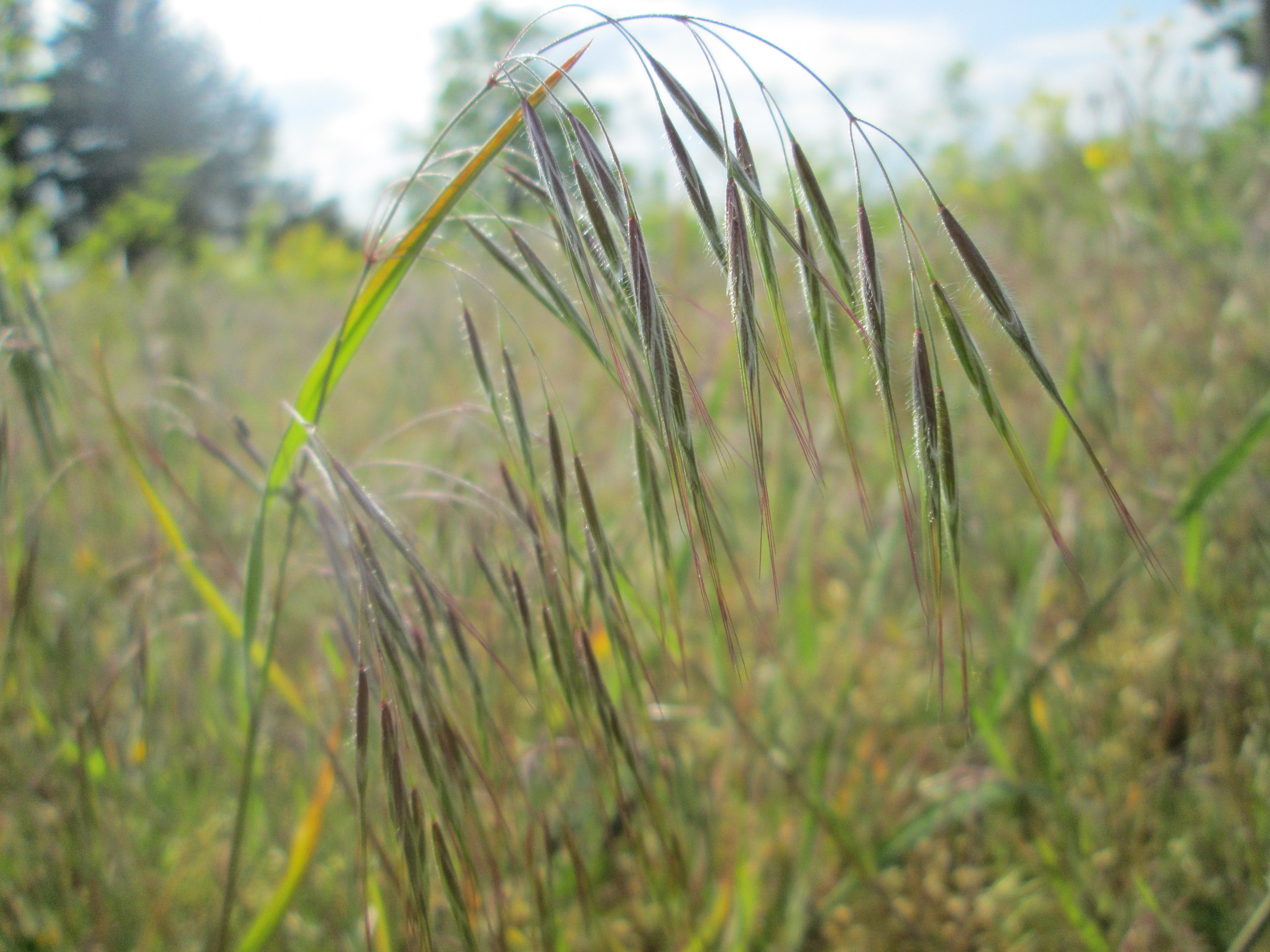
Bromus tectorum

### Specie della flora italiana

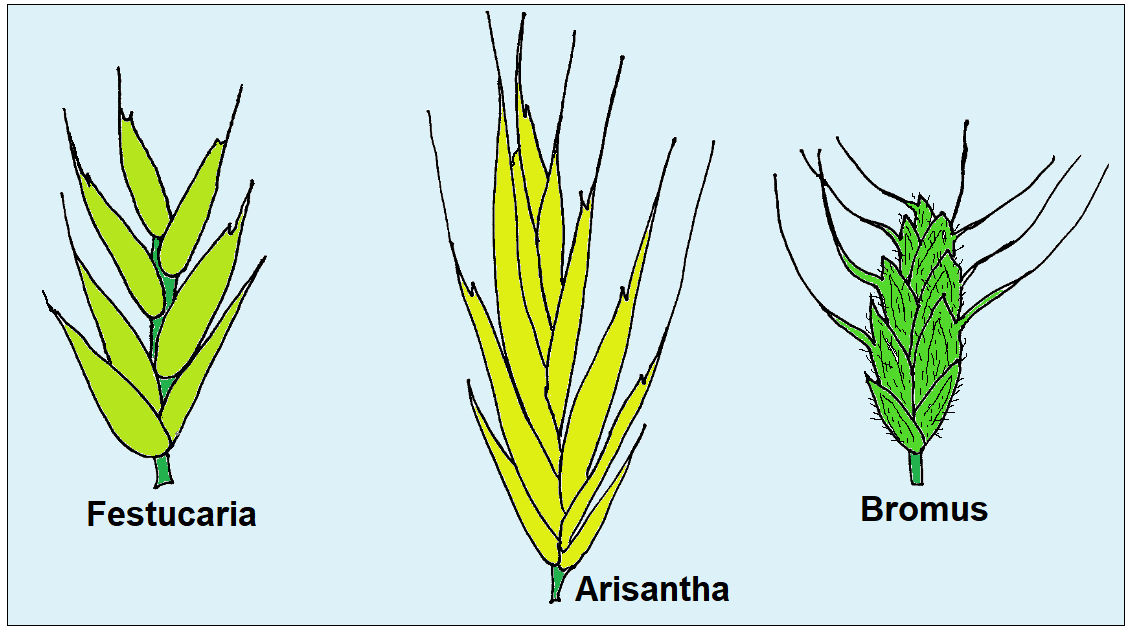
Sottogeneri di Bromus nella flora spontanea italiana

Per meglio comprendere ed individuare le varie specie del genere (solamente per le specie spontanee della flora italiana) l’elenco seguente utilizza in parte il sistema delle chiavi analitiche (vengono cioè indicate solamente quelle caratteristiche utili a distingue una specie dall'altra). I Bromus della flora spontanea italiana possono essere suddivisi in tre gruppi distinti (per la suddivisione del genere in sezioni vedi il paragrafo "Filogenesi"): Festucaria G. et G., Anisantha Koch e Bromus s.s.

#### GruppoFestucaria
Il ciclo biologico di queste piante è perenne con un aspetto simile alle specie del genere Festuca (tribù Poeae, sottotribù Loliinae). A maturità le spighette si restringono all'apice. Le nervature delle due glume sono diverse: quella inferiore ha una sola nervatura; quella superiore è trinervia. La resta del lemma (breve o nulla) è inserita tra i due dentelli apicali del lemma stesso. In alcune checklist queste specie possono essere descritte in generi diversi (Bromopsis o Ceratochloa).
- Gruppo 1A: l'apice del lemma è appena mucronato (a volte non termina in punta);

- Bromus inermis Leyss. - Forasacco spuntato: la larghezza delle foglie è di 6-10 mm; la lunghezza della ligula è di 0,5-2 mm; l'altezza della pianta è di 8-16 dm; il ciclo biologico è perenne; la forma biologica è emicriptofita cespitosa (H caesp); il tipo corologico è Eurasiatico; gli habitat tipici sono le radure, le sponde dei ruscelli, i bordi delle vie e le aree incolte; in Italia è una specie comune ma è presente solamente al Nord fino ad una altitudine di 1800 m s.l.m. In alcune checklist questa specie è descritta come Bromopsis inermis (Leyss.) Holub.
- Bromus catharticus Vahl: la larghezza delle foglie è di 2 mm; la lunghezza della ligula è di 4-6 mm; l'altezza della pianta è di 3-6 dm; il ciclo biologico è perenne/bienne; la forma biologica è emicriptofita cespitosa (H caesp) ma anche emicriptofita bienne (H bienn); il tipo corologico è Sudamericano; in Italia è una specie comune ma è presente solamente al Nord fino ad una altitudine di 300 m s.l.m. In alcune checklist questa specie è descritta come Ceratochloa cathartica (Vahl) Herter. Nella "Flora d'Italia" di Sandro Pignatti questa specie è definita come Bromus willdenowii Kunth.

- Gruppo 1B: la resta dei lemmi è lunga almeno un terzo della parte laminare;

- Gruppo 2A: la pannocchia ha un portamento ampio con rami lunghi fino a 20 cm; le foglie sono larghe 8-13 mm;

- Bromus ramosus Huds - Forasacco maggiore: la superficie delle guaine è ricoperta da setole patenti di 3-4 mm; la pannocchia si sviluppa in tutti i sensi; l'altezza della pianta è di 6-18 dm; il ciclo biologico è perenne; la forma biologica è emicriptofita cespitosa (H caesp); il tipo corologico è Eurasiatico; gli habitat tipici sono le radure, le boscaglie e le siepi in zone umide e boscose; in Italia è una specie rara ed è presente su tutto il territorio fino ad una altitudine di 1500 m s.l.m. In alcune checklist questa specie è descritta come Bromopsis ramosa (Huds.) Holub.
- Bromus benekenii (Lange) Trimen - Forasacco di Beneken: la superficie delle guaine è ricoperta da una densa ma breve pubescenza; la pannocchia è più o meno unilaterale; l'altezza della pianta è di 6-15 dm; il ciclo biologico è perenne; la forma biologica è emicriptofita cespitosa (H caesp); il tipo corologico è Paleotemperato; gli habitat tipici sono le radure, le boscaglie, le siepi e le faggete termofile in zone aride; in Italia è una specie rara e sul territorio ha una distribuzione discontinua fino ad una altitudine di 1500 m s.l.m. In alcune checklist questa specie è descritta come Bromopsis benekenii (Lange) Holub.

- Gruppo 2B: la pannocchia ha un portamento stretto e denso con rami corti (massimo 5 cm); le foglie sono larghe meno di 8 mm;

- Bromus erectus Huds. - Forasacco eretto: il portamento di queste piante è cespuglioso e privo di stoloni; l'altezza della pianta è di 4-6 dm; il ciclo biologico è perenne; la forma biologica è emicriptofita cespitosa (H caesp); il tipo corologico è Paleotemperato; gli habitat tipici sono i prati aridi; in Italia è una specie comune e si trova ovunque fino ad una altitudine di 1600 m s.l.m. In alcune checklist questa specie è descritta come Bromopsis erecta (Huds.) Fourr..
- Bromus pannonicus Kumm. & Sendtn. - Forasacco eretto: la base delle piante è strisciante e stolonifera; l'altezza della pianta è di 3-4 dm; il ciclo biologico è perenne; la forma biologica è emicriptofita cespitosa (H caesp); il tipo corologico è Sud Est Europeo; gli habitat tipici sono i prati aridi; in Italia è una specie rara e si trova nei Friuli-Venezia Giulia e in Campania fino ad una altitudine di 800 m s.l.m. In alcune checklist questa specie è descritta come Bromopsis pannonica (Kumm. & Sendtn.) Holub.

#### GruppoAnisantha
Il ciclo biologico di queste piante è annuo con un aspetto molto diverso dalle specie del genere Festuca. A maturità le spighette si allargano all'apice. Le nervature delle due glume (con forme lanceolate o lineari lunghe 9-25 mm) sono diverse: quella inferiore ha una sola nervatura; quella superiore è trinervia. La resta dei lemmi (con forme lineari o lanceolate e lunghi complessivamente 30-80 mm) è inserita tra i due dentelli apicali del lemma stesso ed è più lunga della parte laminare. In alcune checklist queste specie possono essere descritte in un genere diverso (Anisantha).
- Gruppo 1A: il portamento della pannocchia è curvo, sia i rami che le spighette sono pendule;

- Bromus tectorum L. - Forasacco dei tetti: la pannocchia è unilaterale con rami capillari e lisci; l'altezza della pianta è di 1,5-3 dm; il ciclo biologico è annuo; la forma biologica è terofita scaposa (T scap); il tipo corologico è Paleotemperato; gli habitat tipici sono gli incolti aridi; in Italia è una specie comune ed è presente su tutto il territorio fino ad una altitudine di 2000 m s.l.m. In alcune checklist questa specie è descritta come Anisantha tectorum (L.) Nevski.
- Bromus sterilis L. - Forasacco rosso: la pannocchia è sviluppata in tutte le direzioni con rami scabri; l'altezza della pianta è di 2-4 dm; il ciclo biologico è annuo; la forma biologica è terofita scaposa (T scap); il tipo corologico è Euri-Mediterraneo / Turanico; gli habitat tipici sono gli incolti e i terreni abbandonati; in Italia è una specie comune ed è presente su tutto il territorio fino ad una altitudine di 1350 m s.l.m. In alcune checklist questa specie è descritta come Anisantha sterilis (L.) Nevski.

- Gruppo 1B: il portamento della pannocchia è eretto con rami e spighette eretti (eventualmente sono un po' penduli solamente alla fioritura);

- Gruppo 2A: le spighette, lunghe 2-5 cm comprese le reste, sono subsessili in infiorescenze compatte quasi spiciformi;

- Bromus rubens L. - Forasacco purpureo: i lemmi sono lanceolati con dimensione 2x15 mm circa; l'altezza della pianta è di 1-3 dm; il ciclo biologico è annuo; la forma biologica è terofita scaposa (T scap); il tipo corologico è Sud Mediterraneo / Turanico; gli habitat tipici sono gli incolti aridi e le aree ruderali; in Italia è una specie rara ed è presente al Centro e al Sud fino ad una altitudine di 1000 m s.l.m. In alcune checklist questa specie è descritta come Anisantha rubens (L.) Nevski.
- Bromus fasciculatus C.Presl - Forasacco insulare: i lemmi sono lineari con dimensione 1x12 mm circa; l'altezza della pianta è di 5-10 cm; il ciclo biologico è annuo; la forma biologica è terofita scaposa (T scap); il tipo corologico è Sud Mediterraneo; gli habitat tipici sono gli incolti aridi e le aree ruderali; in Italia è una specie rara ed è presente solamente nelle isole fino ad una altitudine di 1000 m s.l.m. In alcune checklist questa specie è descritta come Anisantha fasciculata (C. Presl) Nevski.

- Gruppo 2B: le spighette sono lunghe, comprese le reste, 3-9 cm, sono peduncolate e le pannocchie sono ampie e ramose;

- Gruppo 3A: le pannocchie sono contratte con brevi rami eretti da 1 a 4 cm; le spighette sono erette (o patenti); i lemmi sono lunghi 15-17 mm (con reste di 20-25 mm);

- Bromus madritensis L. - Forasacco dei muri: l'altezza della pianta è di 1-5 dm; il ciclo biologico è annuo; la forma biologica è terofita scaposa (T scap); il tipo corologico è Euri-Mediterraneo; gli habitat tipici sono gli incolti, le aree ruderali e i pascoli aridi; in Italia è una specie comune ed è presente su tutto il territorio fino ad una altitudine di 800 m s.l.m. In alcune checklist questa specie è descritta come Anisantha madritensis (L.) Nevski.

- Gruppo 3B: le pannocchie sono ampie con i rami inferiori lunghi (e patenti) da 1 a 8 cm; le spighette inferiori sono più o meno orizzontali; i lemmi sono lunghi 20-30 mm (con reste di 25-75 mm);

- Bromus rigidus Roth - Forasacco massimo: i rami inferiori della pannocchia sono fascicolati a 1-3 e sono lunghi 1-3 cm; le antere sono lunghe 3 mm; l'altezza della pianta è di 2-6 dm; il ciclo biologico è annuo; la forma biologica è terofita scaposa (T scap); il tipo corologico è Paleo-Subtropicale; gli habitat tipici sono gli incolti, le aree ruderali e i pascoli aridi; in Italia è una specie comune ed è presente su tutto il territorio fino ad una altitudine di 800 m s.l.m. In alcune checklist questa specie è descritta come Anisantha rigida (Roth) Hyl..
- Bromus diandrus Roth - Forasacco di Gussone: i rami inferiori della pannocchia sono semiverticillati a 3-6 e sono lunghi fino a 8 cm; le antere sono lunghe 0,8-2,5 mm; l'altezza della pianta è di 3-6 dm; il ciclo biologico è annuo; la forma biologica è terofita scaposa (T scap); il tipo corologico è Euri-Mediterraneo; gli habitat tipici sono le colture di cereali (è una specie infestante) e le aree ruderali; in Italia è una specie comune ed è presente su tutto il territorio fino ad una altitudine di 1200 m s.l.m. In alcune checklist questa specie è descritta come Anisantha diandra (Roth) Tutin. Nella "Flora d'Italia" di Sandro Pignatti questa specie è definita come Bromus gussonei Parl..

#### GruppoBromus
Il ciclo biologico di queste piante è annuo con un aspetto molto diverso dalle specie del genere Festuca. A maturità le spighette si restringono all'apice ed hanno delle reste caratteristiche (allargate). Le nervature delle due glume (con forme ovate lunghe 3,5-9 mm) sono diverse: quella inferiore ha 3 nervature; quella superiore è 7-9 nervature. La resta dei lemmi (con forme ovato-lanceolate) è dorsale. 
- Gruppo 1A: la guaina delle foglie inferiori ha un aspetto vellutato (fitti peli molli, flessuosi e sottili);

- Gruppo 2A: l'infiorescenza è del tipo spiciforme con rami lungho 5-8 mm; la forma delle spighette è lanceolata;

- Bromus scoparius L. - Forasacco scopa: la resta è lunga più o meno come il lemma; l'altezza della pianta è di 2-3 dm; il ciclo biologico è annuo; la forma biologica è terofita scaposa (T scap); il tipo corologico è Steno-Mediterraneo; gli habitat tipici sono i pascoli aridi, gli incolti e le vigne; in Italia è una specie rara ed è presente solo al Sud fino ad una altitudine di 600 m s.l.m.
- Bromus alopecuros Poir. - Forasacco contorto: la resta è più lunga del lemma; l'altezza della pianta è di 2-4 dm; il ciclo biologico è annuo; la forma biologica è terofita scaposa (T scap); il tipo corologico è Steno-Mediterraneo; gli habitat tipici sono i pascoli aridi, gli incolti e le vigne; in Italia è una specie comune ed è presente solo al Sud fino ad una altitudine di 1100 m s.l.m. Nella "Flora d'Italia" di Sandro Pignatti questa specie è definita come Bromus alopecuroides Poiret.

- Gruppo 2B: la pannocchia è più o meno ampia e i rami inferiori sono lunghi da uno a molti centimetri;

- Gruppo 3A: le guaine delle foglie sono ricoperte da peli brevi (0,4-0,7 mm) e appressati;

- Gruppo 4A: la gluma inferiore è lunga 3,5-4,5 mm; il lemma è lungo 4-7 mm; le antere sono lunghe 2-3,5 mm; le spighette hanno lunghi peduncoli; le reste sono più o meno diritte anche a maturità;

- Bromus arvensis L. - Forasacco dei campi: i lemmi sono lunghi 7 mm con lunghe reste; le spighette sono lunghe 15-22 mm; le pannocchie sono ampie; l'altezza della pianta è di 2-8 dm; il ciclo biologico è annuo; la forma biologica è terofita scaposa (T scap); il tipo corologico è Eurosiberiano; gli habitat tipici sono gli orti, i campi, le aree ruderali e le vigne; in Italia è una specie comune ed è presente solamente nella parte continentale fino ad una altitudine di 1500 m s.l.m.
- Bromus brachystachys Hornung: i lemmi sono lunghi 4 mm con reste lunghe 3 mm; le spighette sono lunghe 6-12 mm; le pannocchie hanno delle forme lineari con rami eretti; l'altezza della pianta è di 2-5 dm; il ciclo biologico è annuo; la forma biologica è terofita scaposa (T scap); il tipo corologico è Ovest Asiatico; gli habitat tipici sono gli orti, i campi, le aree ruderali e le vigne; in Italia è una specie rara ed è presente solamente nella parte Nord-Est fino ad una altitudine di 1500 m s.l.m.

- Gruppo 4B: la gluma inferiore è lunga 6 mm; il lemma è lungo 9 mm; le antere sono lunghe meno di 4 mm; le spighette hanno peduncoli lunghi 1/4 della spighetta stessa; le reste alla fruttificazione sono patenti o riflesse;

- Bromus intermedius Guss. - Forasacco intermedio: l'altezza della pianta è di 1-8 dm; il ciclo biologico è annuo; la forma biologica è terofita scaposa (T scap); il tipo corologico è Euri-Mediterraneo; gli habitat tipici sono i pascoli aridi, gli incolti e le vigne; in Italia è una specie comune ed è presente al Centro e al Sud fino ad una altitudine di 1700 m s.l.m.

- Gruppo 3B: le guaine delle foglie sono ricoperte da peli lunghi 1-1,5 mm;

- Gruppo 5A: il lemma ha una consistenza cartilaginea (la nervatura è appena visibile); le spighette alla fruttificazione sono patenti o pendule (le reste sono ritorte);

- Bromus squarrosus L. - Forasacco pendolino: la pannocchia ha una forma unilaterale con i rami inferiori lunghi 2-5 cm; i bordi superiori del lemma formano un angolo netto e sono ialini per 1 mm; l'altezza della pianta è di 3-6 dm; il ciclo biologico è annuo; la forma biologica è terofita scaposa (T scap); il tipo corologico è Paleotemperato; gli habitat tipici sono i pascoli aridi e gli incolti; in Italia è una specie comune ed è presente solamente sul continente fino ad una altitudine di 1600 m s.l.m.
- Bromus japonicus Thunb. - Forasacco patente: la pannocchia ha una forma piramidale con i rami inferiori lunghi fino a 15 cm i bordi superiori del lemma formano una piega arrotondata e sono ialini per 0,5 mm; l'altezza della pianta è di 2-7 dm; il ciclo biologico è annuo; la forma biologica è terofita scaposa (T scap); il tipo corologico è Paleotemperato; gli habitat tipici sono i bordi dei campi e gli incolti; in Italia è una specie rara ed h una distribuzione discontinua tra Nord e Centro fino ad una altitudine di 800 m s.l.m.

- Gruppo 5B: il lemma ha una consistenza erbacea con nervi visibili; l'infiorescenza alla fruttificazione è contratta e le spighette sono più o meno erette; le reste sono diritte o ritorte;

- Gruppo 6A: il lemma è lungo 12-14 mm;

- Bromus lanceolatus Roth - Forasacco lanceolato: l'altezza della pianta è di 3-8 dm; il ciclo biologico è annuo; la forma biologica è terofita scaposa (T scap); il tipo corologico è Paleotemperato; gli habitat tipici sono i pascoli, le colture e le aree ruderali; in Italia è una specie comune ed è presente al Centro e al Sud fino ad una altitudine di 1200 m s.l.m.

- Gruppo 6B: il lemma è minore di 12 mm;

- Gruppo 7A: il lemma è lungo 6-11 mm con la resta inserita nella zona superiore del dorso; la palea è lunga come il fiore, è carenata su tutta la lunghezza e sul margine è cigliata;

- Bromus hordeaceus L. - Forasacco peloso: l'altezza della pianta è di 1-4 dm; il ciclo biologico è annuo; la forma biologica è terofita scaposa (T scap); il tipo corologico è Subcosmopolita; gli habitat tipici sono i prati, le siepi e i terreni abbandonati; in Italia è una specie comune ed è presente su tutto il territorio fino ad una altitudine di 2000 m s.l.m.

- Gruppo 7B: il lemma è lungo 5-6 mm con la resta inserita alla base dei dentelli apicali; la palea è più breve del fiore, è carenata solamente nei 2/3 inferiori e sul margine è cigliata;

- Bromus lepidus Holmb. - Forasacco grazioso: l'altezza della pianta è di 1-4 dm; il ciclo biologico è annuo; la forma biologica è terofita scaposa (T scap); il tipo corologico è Nord Ovest Europeo; gli habitat tipici sono le aree ruderali; in Italia è una specie rara ed è presente solamente nel Nord-Ovest.

- Gruppo 1B: la guaina delle foglie inferiori sono provviste di peli rigidi e patenti lunghi 1 mm o più, oppure è più o meno glabra;

- Gruppo 8A: i bordi della palea sono glabri e lisci; la pannocchia ha una forma lineare e contratta (lunghezza 5-10 cm); tutti i fiori hanno una resta della stessa lunghezza;

- Bromus racemosus L. - Forasacco palustre: l'altezza della pianta è di 3-7 dm; il ciclo biologico è annuo; la forma biologica è terofita scaposa (T scap); il tipo corologico è Europeo - Caucasico; gli habitat tipici sono i prati umidi e palustri; in Italia è una specie rara ed è presente su tutto il territorio fino ad una altitudine di 1200 m s.l.m.

- Gruppo 8B: i bordi della palea sono cigliati o dentellati; la pannocchia ha una forma ampia (lunghezza 1-2 dm); i fiori basali della spighetta hanno una resta più breve;

- Gruppo 9A: il lemma è lungo 9 mm con margini progressivamente arrotondati;

- Bromus secalinus L. - Forasacco delle messi: l'altezza della pianta è di 3-9 dm; il ciclo biologico è annuo; la forma biologica è terofita scaposa (T scap); il tipo corologico è Europeo - Siberiano; gli habitat tipici sono le colture di cereali (è una specie infestante); in Italia è una specie comune ed è presente su tutto il territorio continentale fino ad una altitudine di 1200 m s.l.m.

- Gruppo 9B: il lemma è lungo 9-12 mm con margini ad angolo ottuso;

- Gruppo 10A: l'aspetto delle spighette è bianco-pubescente;

- Bromus commutatus Schrad. - Forasacco ispido: l'altezza della pianta è di 5-8 dm; il ciclo biologico è annuo; la forma biologica è terofita scaposa (T scap); il tipo corologico è Steno-Mediterraneo; gli habitat tipici sono i prati ombrosi e i cespuglieti; in Italia è una specie rara ed è presente solo al Sud fino ad una altitudine di 800 m s.l.m.

- Gruppo 10B: l'aspetto delle spighette è glabro o con sparsi peli;

- Bromus grossus Schrad. - Forasacco del farro: l'altezza della pianta è di 3-9 dm; il ciclo biologico è annuo; la forma biologica è terofita scaposa (T scap); il tipo corologico è Europeo; gli habitat tipici sono le colture di farro (è una specie infestante); in Italia è una specie rarissima ed è presente in modo discontinuo fino ad una altitudine di 1000 m s.l.m.

### Filogenesi
La tribù Bromeae fa parte della supertribù Triticodae T.D. Macfarl. & L. Watson, 1982. La supertribù Triticodae comprende tre tribù: Littledaleeae, Hordeeae e Bromeae. All'interno della supertribù, la tribù Bromeae forma un "gruppo fratello" con la tribù Hordeeae.
Il genere Bromus è suddiviso in 8 sezioni qui sotto descritte:
| Sezione                                 | Numero specie | Caratteri principali | Distribuzione                |
| --------------------------------------- | ------------- | --- | ---------------------------- |
| Boissiera (Hochst. ex Steud.) P. M. Sm. | 1             | Le spighette hanno delle forme da lineari-lanceolate a oblunghe; i lemmi sono oblunghi                                            | Mediterraneo e Asia          |
| Bromopsis Dumort.                       | circa 60      | Le spighette hanno delle forme strettamente lanceolate; i lemmi sono arrotondati o leggermente carenati con punta singola         | Eurasia, Africa e America    |
| Bromus                                  | 30 - 40       | Le spighette hanno delle forme da ovate a lanceolate, leggermente compresse; i lemmi sono arrotondati con punta singola           | Eurasia                      |
| Ceratochloa (P. Beauv.) Griseb.         | 10 - 16       | Le spighette hanno delle forme da ovate a lanceolate, fortemente compresse; i lemmi sono profondamente carenati con punta singola | America                      |
| Genea Dumort.                           | 6             | La forma delle spighette è cuneata; i lemmi sono stretti ed allungati con punta singola                                           | Mediterraneo e Eurasia       |
| Neobromus (Shear) Hitchc.               | 2             | La forma delle spighette è ellittica; i lemmi hanno un seno apicale profondo e 2 denti lunghi e stretti                           | America (costa del Pacifico) |
| Nevskiella (Krecz. & Vved.) Tournay     | 1             | La forma delle spighette varia da ovato-lanceolata a cuneiforme; i lemmi sono arrotondati con punta singola                       | Asia (centrale)              |
| Triniusia (Steud.) Nevski               | 2             | La forma delle spighette varia da ovata a lanceolata ed è compressa; i lemmi sono arrotondati con tre punte                       | Mediterraneo e Asia          |

Il numero cromosomico delle specie del genere è molto variabile: 2n = 14, 28, 42, 56, 70 e 84 (numero base = 7; i geni sono disposti in sette grandi cromosomi).